# Ихтила
Ихтила (груз. იხტილა, з.-арм. Էխթիլա, Эхтила) — село в Грузии, на территории Ахалкалакского муниципалитета края (мхаре) Самцхе-Джавахети.

## География
Село находится в южной части Грузии, к востоку от реки Баралетисцкали, на расстоянии приблизительно 16 километров (по прямой) к северо-северо-востоку от города Ахалкалаки, административного центра муниципалитета. Абсолютная высота — 1712 метров над уровнем моря.

## Население
По результатам официальной переписи населения 2014 года, в Ихтиле проживало 978 человек (484 мужчины и 494 женщины). В национальной структуре населения армяне составляли 99,5 %, грузины — 0,5 %.
| Год  | Население, человек |
| ---- | ------------------ |
| 2002 | 1258               |
| 2014 | ↘ 978              |

## Религия
В селе находилась старая армянская церковь, которую были вынуждены закрыть в 1898 году, из-за ее ветхости.